# Số điện thoại ở Ai Cập

## Cố định
| Danh sách mã vùng                                         | Danh sách mã vùng | Danh sách mã vùng | Danh sách mã vùng |
| Vùng/Thành phố                                            | Mã vùng           | Vùng/Thành phố    | Mã vùng           |
| --------------------------------------------------------- | ----------------- | ----------------- | ----------------- |
| Vùng đô thị Cairo (Cairo, Giza, và một phần của Qalyubia) | 2                 | Alexandria        | 3                 |
| Arish                                                     | 68                | Assiut            | 88                |
| Aswan                                                     | 97                | Banha             | 13                |
| Beni Suef                                                 | 82                | Damanhur          | 45                |
| Damiette                                                  | 57                | Fayoum            | 84                |
| Ismailia                                                  | 64                | Kafr El Sheikh    | 47                |
| Luxor                                                     | 95                | Marsa Matruh      | 46                |
| Mansoura                                                  | 50                | Minya             | 86                |
| Monufia                                                   | 48                | New Valley        | 92                |
| Port Said                                                 | 66                | Qena              | 96                |
| Biển Đỏ                                                   | 65                | Sohag             | 93                |
| Suez                                                      | 62                | Tanta             | 40                |
| El Tor                                                    | 69                | Zagazig           | 55                |
| 10th of Ramadan                                           | 15                | Qalyubia          | 13                |

## Điện thoại di động
Có 4 nhà điều hành mạng ở Ai Cập: Orange, Vodafone, Etisalat, và We (bởi Telecom Egypt). Tất cả các số điện thoại đều bắt đầu bằng số 1. 
| Mã vùng | Ví dụ            | Điều hành |
| ------- | ---------------- | --------- |
| 10      | +20 10 xxxx xxxx | Vodafone  |
| 11      | +20 11 xxxx xxxx | Etisalat  |
| 12      | +20 12 xxxx xxxx | Orange    |
| 15      | +20 15 xxxx xxxx | We        |

## Danh sách mã khác
| Thông tin             | Định dạng số               |
| --------------------- | -------------------------- |
| Gọi miễn phí          | 0800-xxx-xxxx              |
| Dịch vụ cao cấp       | 09xx-xxxx                  |
| Gọi internet miễn phí | 07xx-xxxx                  |
| Số ngắn               | 15xxx, 16xxx, 17xxx, 19xxx |